# Czahary Zbaraskie
Czahary Zbaraskie – wieś na Ukrainie w rejonie tarnopolskim należącym do obwodu tarnopolskiego.
W II Rzeczypospolitej wieś w powiecie zbaraskim województwa tarnopolskiego. 12 lutego 1926 miejscowość wyłączono z miasta Zbaraża i przekształcono w samodzielną gminę.  
W latach 1943–1945 nacjonaliści ukraińscy z OUN-UPA zamordowali tutaj 20 Polaków.
Do 2020 w rejonie zbaraskim.

## Urodzeni w Czaharch Zbaraskich
- Jerzy Bonkowicz-Sittauer – polski polityk, samorządowiec,  kapitan piechoty Wojska Polskiego, działacz społeczny i rolniczy, kawaler Orderu Virtuti Militari[5].